# OGLE-TR-182
OGLE-TR-182 är en ensam stjärna i norra delen av stjärnbilden Kölen. Den har en skenbar magnitud av ca 16,84 och kräver ett kraftfullt teleskop för att kunna observeras. Baserat på parallax på ca 0,34 mas, beräknas den befinna sig på ett avstånd på ca 12 700 ljusår (ca 3 900 parsek) från solen.

## Egenskaper
OGLE-TR-182 är en gul till vit stjärna i huvudserien av spektralklass G och klassificeras som planetpassage-variabel. Den har en massa som är ca 1,14 solmassa, en radie som är ca 1,14 solradie och har en effektiv temperatur av ca 5 900 K.

## Planetsystem
År 2007 upptäckte Optical Gravitational Lensing Experiment (OGLE) exoplaneten, OGLE-TR-182 B i omlopp kring stjärnan.  
| Planet | Massa          | Halv storaxel (AE) | Siderisk omloppstid (d) | Excentricitet | Inklination | Radie |
| ------ | -------------- | ------------------ | ----------------------- | ------------- | ----------- | ----- |
| b      | 1,01 ± 0,15 MJ | 0,051 ± 0,001      | 3,9791 ± 0,0001         | 0             | -           | -     |